# Universitatea Jean Monnet din Saint-Étienne
Universitatea Jean-Monnet-Saint-Étienne (UJM) este o universitate franceză situată în Saint-Étienne și Roanne.
Universitatea Saint Étienne este împărțită în cinci campusuri, care sunt:
- Campusul Tréfilerie - Științe umaniste
- Campusul Carnot - departament IT și tehnologie
- Campusul la Métare - Științe Exacte
- Campusul Bellevue - Academia de Medicină
- Campusul Roanne] - Economie și Administrație

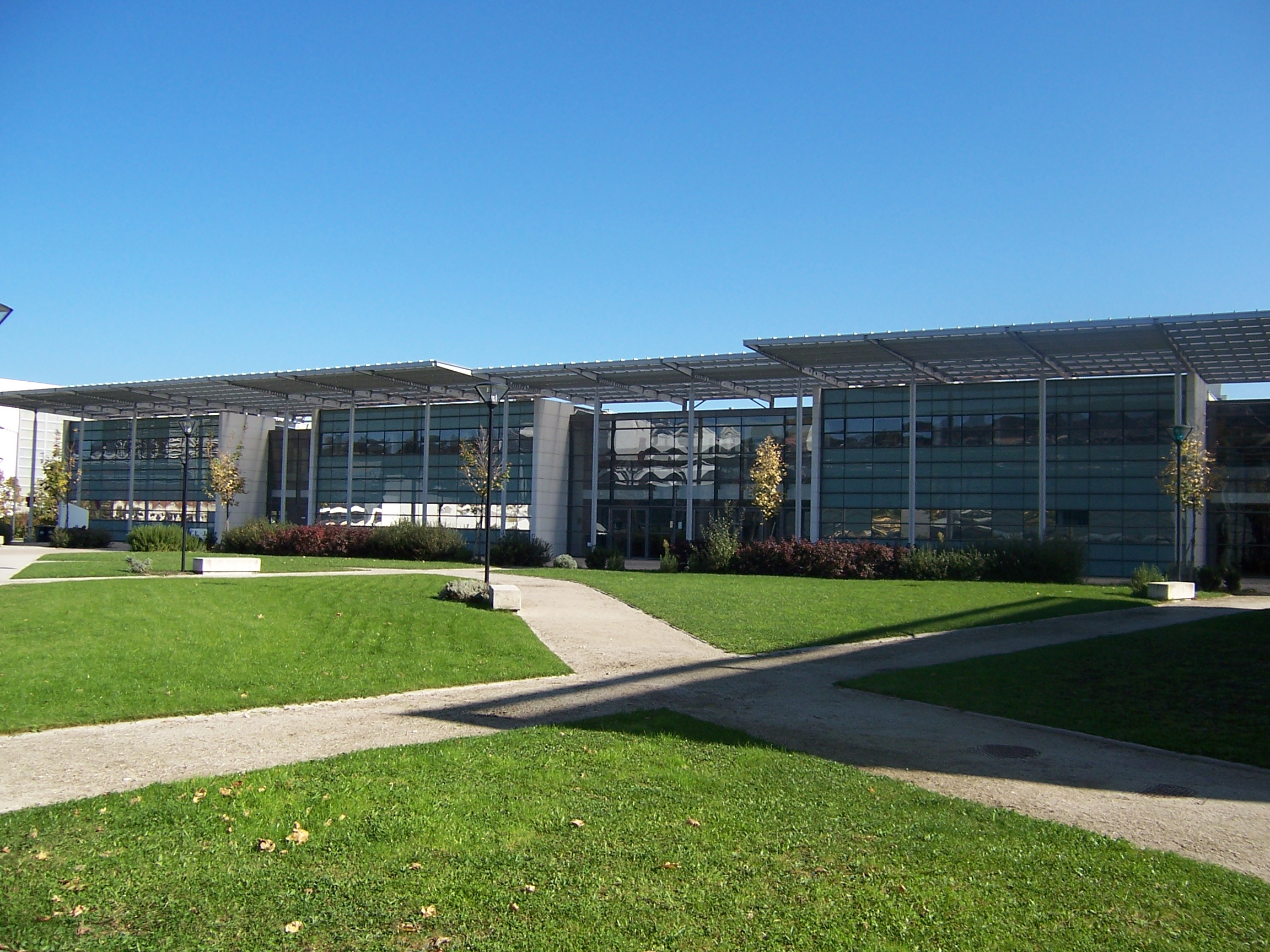
Campusul Carnot

înființată oficial la 27 martie 1969, în 1989 că a luat numele de Universitatea Jean Monnet, în onoarea fondatorului Uniunea EuropeanăUniunii Europene.
Din 2007, face parte din Ccomunitatea Universității din Lyon care cuprinde 11 instituții membre și 24 de instituții asociate din Lyon și Saint-Étienne  